# Dział (Beskid Niski)
Dział (665 m n.p.m.) – szczyt w północno-wschodniej części Beskidu Niskiego, w Paśmie Bukowicy.

## Położenie
Stanowi najwyższe wzniesienie w krótkim grzbiecie górskim, oddzielającym się w kierunku południowo-zachodnim od głównego grzbietu Pasma Bukowicy na jego północnym krańcu, w rejonie koty 749 m n.p.m. (z węzłem znakowanych szlaków turystycznych). Leży w odległości ok. 2 km od wspomnianego grzbietu, oddzielony od niego szeroką, dość błotnistą przełęczą zwaną dawniej Zahorody (ok. 595 m n.p.m.). Na szczycie punkt triangulacyjny.

## Ukształtowanie
Tworzy dość rozległy masyw, który od głównego pasma oddzielają dolinki dwóch dopływów Wisłoka: na południu Młynówki na terenie dawnego Darowa, a na północy bezimiennego potoku w Wernejówce. Masyw ten w kierunku północno-zachodnim wysyła wyniosłe, słabo rozczłonkowane ramię nad dolinę Wisłoka w rejonie Wernejówki, zaś w kierunku południowo-zachodnim znacznie krótsze ramię nad dolinę tej samej rzeki w rejonie Surowicy. Wierzchołek wyraźny, stoki średnio strome.

## Roślinność
Cały masyw Działu jest zalesiony. Partie szczytowe po przełęcz Zahorody w znacznej części porośnięte sadzonym po II wojnie światowej lasem sosnowym, dolne partie stoków – naturalnymi lasami bukowymi i bukowo-jodłowymi. Część stoków wschodnich poniżej poziomicy 600 m n.p.m. wchodzi w obręb rezerwatu przyrody Bukowica.

## Turystyka
Grzbietem od strony Bukowicy, przez przełęcz Zahorody i szczyt Działu biegnie zielono znakowany  szlak turystyczny: Besko - Mymoń - Spalony Horbek (546 m n.p.m.) - Puławy Górne - północny skraj Pasma Bukowicy – Dział - Darów - Surowica – Moszczaniec – Kanasiówka (823 m n.p.m.) – Komańcza.